# Республика Корея на летних Олимпийских играх 2012
Республика Корея на летних Олимпийских играх 2012 представлена 245 спортсменами в двадцати двух видах спорта.

## Награды
| Медаль  | Спортсмен | Вид спорта            | Дисциплина                              |
| ------- | --- | --------------------- | --------------------------------------- |
| Золото  | Ким Хён У | Борьба                | Мужчины, греко-римская борьба, до 66 кг |
| Золото  | Ким Джэ Бом | Дзюдо                 | Мужчины, до 81 кг                       |
| Золото  | Сон Дэ Нам | Дзюдо                 | Мужчины, до 90 кг                       |
| Золото  | Ян Хак Сон | Спортивная гимнастика | Мужчины, опорный прыжок                 |
| Золото  | Чин Джон О | Стрельба              | Мужчины, пневматический пистолет, 10 м  |
| Золото  | Чин Джон О | Стрельба              | Мужчины, пистолет, 50 м                 |
| Золото  | Ким Джан Ми | Стрельба              | Женщины, пистолет, 25 м                 |
| Золото  | О Джин Хёк | Стрельба из лука      | Мужчины, личное первенство              |
| Золото  | Ки Бо Бэ | Стрельба из лука      | Женщины, личное первенство              |
| Золото  | Ки Бо Бэ Ли Сон Джин Чхве Хён Джу | Стрельба из лука      | Женщины, командное первенство           |
| Золото  | Ким Джи Ён | Фехтование            | Женщины, сабля, личное первенство       |
| Золото  | Ким Джон Хван Вон У Ён Ку Бон Гиль О Ын Сок | Фехтование            | Мужчины, сабля, командное первенство    |
| Золото  | Хван Гён Сон | Тхэквондо             | Женщины, до 67 кг                       |
| Серебро | О Сан Ын Ю Сын Мин Чу Се Хёк | Настольный теннис     | Мужчины, командный разряд               |
| Серебро | Чхве Ён Рэ | Стрельба              | Мужчины, пистолет, 50 м                 |
| Серебро | Ким Джон Хён | Стрельба              | Мужчины, винтовка с трёх позиций, 50 м  |
| Серебро | Пак Тхэ Хван | Плавание              | Мужчины, 200 м вольным стилем           |
| Серебро | Пак Тхэ Хван | Плавание              | Мужчины, 400 м вольным стилем           |
| Серебро | Ли Дэ Хун | Тхэквондо             | Мужчины, до 58 кг                       |
| Серебро | Чхве Ин Джон Син А Рам Чон Хё Джон Чхве Ын Сук | Фехтование            | Женщины, шпага, командное первенство    |
| Серебро | Хан Сунчхоль | Бокс                  | Мужчины, до 60 кг                       |
| Бронза  | Чон Джэ Сон Ли Ён Дэ | Бадминтон             | Мужчины, парный разряд                  |
| Бронза  | Чо Джун Хо | Дзюдо                 | Мужчины, до 66 кг                       |
| Бронза  | Им Тон Хён Ким Боп Мин О Джин Хёк | Стрельба из лука      | Мужчины, командное первенство           |
| Бронза  | Чхве Бён Чхоль | Фехтование            | Мужчины, рапира, личное первенство      |
| Бронза  | Чон Джин Сон | Фехтование            | Мужчины, шпага, личное первенство       |
| Бронза  | Нам Хён Хый Чон Гиль Ок Чён Хи Сук О Ха На | Фехтование            | Женщины, рапира, командное первенство   |
| Бронза  | Ки Сон Ён, Ким Бо Гён, Ким Ги Хи Ким Ён Гвон, Ким Хён Сон, Ким Чхан Су Ку Джа Чхоль, Ли Бом Ён, Нам Тхэ Хи О Джэ Сок, Пак Чон У, Пак Чу Ён Пэк Сон Дон, Хван Сок Хо, Чи Дон Вон Чон Сон Рён, Чон У Ён, Юн Сок Ён | Футбол                | Мужчины                                 |

| Медали по видам спорта | Медали по видам спорта | Медали по видам спорта | Медали по видам спорта | Медали по видам спорта |
| ---------------------- | ---------------------- | ---------------------- | ---------------------- | ---------------------- |
| Вид спорта             | 1                      | 2                      | 3                      | Всего                  |
| Стрельба               | 3                      | 2                      | 0                      | 5                      |
| Стрельба из лука       | 3                      | 0                      | 1                      | 4                      |
| Фехтование             | 2                      | 1                      | 3                      | 6                      |
| Дзюдо                  | 2                      | 0                      | 1                      | 3                      |
| Таэквондо              | 1                      | 1                      | 0                      | 2                      |
| Гимнастика             | 1                      | 0                      | 0                      | 1                      |
| Тяжёлая атлетика       | 1                      | 0                      | 0                      | 1                      |
| Плавание               | 0                      | 2                      | 0                      | 2                      |
| Бокс                   | 0                      | 1                      | 0                      | 1                      |
| Настольный теннис      | 0                      | 1                      | 0                      | 1                      |
| Бадминтон              | 0                      | 0                      | 1                      | 1                      |
| Футбол                 | 0                      | 0                      | 1                      | 1                      |
| Всего                  | 13                     | 8                      | 7                      | 28                     |

## Результаты соревнований

### Академическая гребля
В следующий раунд из каждого заезда проходили несколько лучших экипажей (в зависимости от дисциплины). В утешительный заезд попадали спортсмены, выбывшие в предварительном раунде. В финал A выходили 6 сильнейших экипажей, остальные разыгрывали места в утешительных финалах B-F.
Мужчины
| Соревнование | Спортсмены | Предварительный заезд | Предварительный заезд | Предварительный заезд | Отборочный заезд | Отборочный заезд | Отборочный заезд | Четвертьфинал | Четвертьфинал | Четвертьфинал | Полуфинал     | Полуфинал     | Полуфинал     | Финал   | Финал   | Итоговое место |
| Соревнование | Спортсмены | Заезд                 | Время                 | Место                 | Заезд            | Время            | Место            | Заезд         | Время         | Место         | Заезд         | Время         | Место         | Время   | Место   | Итоговое место |
| ------------ | ---------- | --------------------- | --------------------- | --------------------- | ---------------- | ---------------- | ---------------- | ------------- | ------------- | ------------- | ------------- | ------------- | ------------- | ------- | ------- | -------------- |
| одиночки     | Ким Тон Ён | 5                     | 7:05,24               | 4                     | 1                | 7:03,91          | 2 Q              | 2             | 7:16,22       | 5             | Полуфинал C/D | Полуфинал C/D | Полуфинал C/D | Финал D | Финал D | 21             |
| одиночки     | Ким Тон Ён | 5                     | 7:05,24               | 4                     | 1                | 7:03,91          | 2 Q              | 2             | 7:16,22       | 5             | 1             | 7:48,09       | 4             | 7:27,94 | 3       | 21             |

Женщины
| Соревнование | Спортсмены | Отборочная гонка | Отборочная гонка | Четвертьфинал/ Дополнительная гонка | Четвертьфинал/ Дополнительная гонка | Полуфинал | Полуфинал | Финал | Финал |
| Соревнование | Спортсмены | Время            | Место            | Время                               | Место                               | Время     | Место     | Время | Место |
| ------------ | ---------- | ---------------- | ---------------- | ----------------------------------- | ----------------------------------- | --------- | --------- | ----- | ----- |
| Одиночки     |            |                  |                  |                                     |                                     |           |           |       |       |

### Бадминтон
Спортсменов — 12
Мужчины
| Соревнование     | Спортсмены         | Групповой этап | Групповой этап | Групповой этап | 1/8 финала    | 1/4 финала    | 1/2 финала    | Финал         | Финал |
| Соревнование     | Спортсмены         | 1 матч         | 2 матч         | 3 матч         | 1/8 финала    | 1/4 финала    | 1/2 финала    | Финал         | Финал |
| Соревнование     | Спортсмены         | Соперник Счёт  | Соперник Счёт  | Соперник Счёт  | Соперник Счёт | Соперник Счёт | Соперник Счёт | Соперник Счёт | Место |
| ---------------- | ------------------ | -------------- | -------------- | -------------- | ------------- | ------------- | ------------- | ------------- | ----- |
| Одиночный разряд | Ли Хён-иль         |                |                |                |               |               |               |               |       |
| Одиночный разряд | Сон Ванхо          |                |                |                |               |               |               |               |       |
| Парный разряд    | Чон Джэсон Ли Ёндэ |                |                |                |               |               |               |               |       |
| Парный разряд    | Ко Сонхён Ю Ёнсон  |                |                |                |               |               |               |               |       |

Женщины
| Соревнование     | Спортсмены             | Групповой этап | Групповой этап | Групповой этап | 1/8 финала    | 1/4 финала    | 1/2 финала    | Финал         | Финал |
| Соревнование     | Спортсмены             | 1 матч         | 2 матч         | 3 матч         | 1/8 финала    | 1/4 финала    | 1/2 финала    | Финал         | Финал |
| Соревнование     | Спортсмены             | Соперник Счёт  | Соперник Счёт  | Соперник Счёт  | Соперник Счёт | Соперник Счёт | Соперник Счёт | Соперник Счёт | Место |
| ---------------- | ---------------------- | -------------- | -------------- | -------------- | ------------- | ------------- | ------------- | ------------- | ----- |
| Одиночный разряд | Пэ Юнджу               |                |                |                |               |               |               |               |       |
| Одиночный разряд | Сон Джихён             |                |                |                |               |               |               |               |       |
| Парный разряд    | Ха Джонъын Ким Минджон |                |                |                |               |               |               |               |       |
| Парный разряд    | Чон Гёнъын Ким Хана    |                |                |                |               |               |               |               |       |

Микст
| Соревнование | Спортсмены         | Групповой этап | Групповой этап | Групповой этап | 1/8 финала    | 1/4 финала    | 1/2 финала    | Финал         | Финал |
| Соревнование | Спортсмены         | 1 матч         | 2 матч         | 3 матч         | 1/8 финала    | 1/4 финала    | 1/2 финала    | Финал         | Финал |
| Соревнование | Спортсмены         | Соперник Счёт  | Соперник Счёт  | Соперник Счёт  | Соперник Счёт | Соперник Счёт | Соперник Счёт | Соперник Счёт | Место |
| ------------ | ------------------ | -------------- | -------------- | -------------- | ------------- | ------------- | ------------- | ------------- | ----- |
| Микст        | Ли Ёндэ Ха Джонъын |                |                |                |               |               |               |               |       |

### Бокс
Спортсменов — 2
Мужчины
| Соревнование | Спортсмены    | Первый раунд                 | Второй раунд                        | Четвертьфинал                       | Полуфинал                         | Финал                          | Место                |
| Соревнование | Спортсмены    | Соперник Результат           | Соперник Результат                  | Соперник Результат                  | Соперник Результат                | Соперник Результат             | Место                |
| ------------ | ------------- | ---------------------------- | ----------------------------------- | ----------------------------------- | --------------------------------- | ------------------------------ | -------------------- |
| до 49 кг     | Син Джон Хун  |                              | Александр Александров (BUL) П 14-15 | Завершил выступление                | Завершил выступление              | Завершил выступление           | Завершил выступление |
| до 60 кг     | Хан Сун Чхоль | Мохамед Рамадан (EGY) В 11-6 | Вазген Сафарянц (BLR) В 13+-13      | Фазлиддин Гаибназаров (UZB) В 16-13 | Эвальдас Пятраускас (LTU) В 18-13 | Василий Ломаченко (UKR) П 9-19 | 2                    |

### Борьба
Спортсменов — 2
Мужчины
Греко-римская борьба
| Соревнование | Спортсмены   | Первый раунд            | Второй раунд              | Четвертьфинал          | Полуфинал            | Финал                | Место |
| Соревнование | Спортсмены   | Соперник Результат      | Соперник Результат        | Соперник Результат     | Соперник Результат   | Соперник Результат   | Место |
| ------------ | ------------ | ----------------------- | ------------------------- | ---------------------- | -------------------- | -------------------- | ----- |
| до 55 кг     | Чхве Гю Джин | не участвовал           | Юн (PRK) В 3–0            | Баларт (CUB) В 3–1     | Байрамов (AZE) П 1–3 | Семёнов (RUS) П 0–3  | 5     |
| до 60 кг     | Чон Джихён   | не участвовал           | Hanser Meoque (CUB) В 3–0 | Алиев (AZE) П 0–3      | завершил выступление | завершил выступление | 8     |
| до 66 кг     | Ким Хён У    | Вардересян (ARM) В 3–0  | Мулленс (CUB) В 3–0       | Венцкайтис (LTU) В 3–0 | Гено (FRA) В 3–1     | Лёринц (HUN) В 3–0   | 1     |
| до 74 кг     | Ким Джинхёк  | Датунашвили (GEO) П 0–3 | завершил выступление      | завершил выступление   | завершил выступление | завершил выступление | 19    |
| до 84 кг     | Ли Сэёль     | Хрустанович (AUT) П 0–3 | завершил выступление      | завершил выступление   | завершил выступление | завершил выступление | 18    |

Вольная борьба
| Соревнование | Спортсмены  | Первый раунд       | Второй раунд       | Четвертьфинал        | Полуфинал            | Финал                | Место |
| Соревнование | Спортсмены  | Соперник Результат | Соперник Результат | Соперник Результат   | Соперник Результат   | Соперник Результат   | Место |
| ------------ | ----------- | ------------------ | ------------------ | -------------------- | -------------------- | -------------------- | ----- |
| до 55 кг     | Ким Чинчоль | не участвовал      | Юмото (JPN) П 1–3  | завершил выступление | завершил выступление | завершил выступление | 11    |
| до 60 кг     | Ли Сынчоль  | не участвовал      | Скотт (USA) П 0–3  | завершил выступление | завершил выступление | завершил выступление | 18    |

Женщины
| Соревнование | Спортсмены | Первый раунд       | Второй раунд          | Четвертьфинал         | Полуфинал             | Финал                 | Место |
| Соревнование | Спортсмены | Соперник Результат | Соперник Результат    | Соперник Результат    | Соперник Результат    | Соперник Результат    | Место |
| ------------ | ---------- | ------------------ | --------------------- | --------------------- | --------------------- | --------------------- | ----- |
| до 48 кг     | Ким Хёнджу | не участвовала     | Мерлени (UKR) П 1–3   | завершила выступление | завершила выступление | завершила выступление | 13    |
| до 55 кг     | Ом Чи Ын   | Амри (TUN) П 0–5   | завершила выступление | завершила выступление | завершила выступление | завершила выступление | 14    |

### Велоспорт

#### Шоссейный велоспорт
Мужчины
| Соревнование    | Спортсмены | Время | Место | Отставание |
| --------------- | ---------- | ----- | ----- | ---------- |
| групповая гонка |            |       |       |            |

Женщины
| Соревнование    | Спортсмены | Время   | Место | Отставание |
| --------------- | ---------- | ------- | ----- | ---------- |
| групповая гонка | На А Рым   | 3:35:56 | 13    | +0:27      |

#### Трековый велоспорт
Мужчины
| Соревнование                  | Спортсмены | Квалификация | Квалификация | Первый раунд   | Второй раунд   | 1\4 финала     | 1\2 финала     | Финал Матч за 3-е место | Место |
| Соревнование                  | Спортсмены | Время        | Место        | Соперник Время | Соперник Время | Соперник Время | Соперник Время | Соперник Время Очки     | Место |
| ----------------------------- | ---------- | ------------ | ------------ | -------------- | -------------- | -------------- | -------------- | ----------------------- | ----- |
| Командная гонка преследования |            |              |              |                |                |                |                |                         |       |
| Омниум                        |            |              |              |                |                |                |                |                         |       |

Женщины
| Соревнование     | Спортсмены | Квалификация | Квалификация | Первый раунд   | Второй раунд   | 1\4 финала     | 1\2 финала     | Финал Матч за 3-е место | Место |
| Соревнование     | Спортсмены | Время        | Место        | Соперник Время | Соперник Время | Соперник Время | Соперник Время | Соперник Время Очки     | Место |
| ---------------- | ---------- | ------------ | ------------ | -------------- | -------------- | -------------- | -------------- | ----------------------- | ----- |
| Спринт           |            |              |              |                |                |                |                |                         |       |
| Перезаезд        |            |              |              |                |                |                |                |                         |       |
| Командный спринт |            |              |              |                |                |                |                |                         |       |
| Омниум           |            |              |              |                |                |                |                |                         |       |

Кейрин
Женщины
| Соревнование | Спортсмен  | Первый раунд | Перезаезд | Полуфинал | Финал     | Итоговое место |
| Соревнование | Спортсмен  | Место        | Место     | Место     | Место     | Итоговое место |
| ------------ | ---------- | ------------ | --------- | --------- | --------- | -------------- |
| кейрин       | Ли Хё Джин | 5            | 6         | Не прошла | Не прошла | 17             |

### Водные виды спорта

#### Плавание
Спортсменов —
В следующий раунд на каждой дистанции проходят лучшие спортсмены по времени, независимо от места занятого в своём заплыве.
Мужчины
| Соревнование        | Спортсмен | Предварительные заплывы | Предварительные заплывы | Полуфиналы | Полуфиналы | Финал     | Финал |
| Соревнование        | Спортсмен | Результат               | Место                   | Результат  | Место      | Результат | Место |
| ------------------- | --------- | ----------------------- | ----------------------- | ---------- | ---------- | --------- | ----- |
| 200 м вольный стиль |           |                         |                         |            |            |           |       |
| 400 м вольный стиль |           |                         |                         |            |            |           |       |
| 200 м брасс         |           |                         |                         |            |            |           |       |

Женщины
| Соревнование        | Спортсмен   | Предварительный раунд | Предварительный раунд | Полуфинал | Полуфинал | Финал     | Финал     |
| Соревнование        | Спортсмен   | Результат             | Место                 | Результат | Место     | Результат | Место     |
| ------------------- | ----------- | --------------------- | --------------------- | --------- | --------- | --------- | --------- |
| 200 м вольный стиль | Пэк Иль Чжу | 2:04,32               | 33                    | Не прошла | Не прошла | Не прошла | Не прошла |
| 200 м баттерфляй    |             |                       |                       |           |           |           |           |
| 200 м брасс         |             |                       |                       |           |           |           |           |
| 200 м комплекс      |             |                       |                       |           |           |           |           |

### Гандбол
Спортсменов — 14

#### Мужчины
Состав команды
Результаты
Группа B
| Место | Команда          | В | В | Н | П | ГЗ  | ГП  | +/- | Очки |
| ----- | ---------------- | - | - | - | - | --- | --- | --- | ---- |
| 1     | Хорватия         | 5 | 5 | 0 | 0 | 150 | 109 | +41 | 10   |
| 2     | Дания            | 5 | 4 | 0 | 1 | 124 | 129 | −5  | 8    |
| 3     | Испания          | 5 | 3 | 0 | 2 | 130 | 116 | +14 | 6    |
| 4     | Венгрия          | 5 | 2 | 0 | 3 | 114 | 128 | −14 | 4    |
| 5     | Сербия           | 5 | 1 | 0 | 4 | 120 | 131 | −11 | 2    |
| 6     | Республика Корея | 5 | 0 | 0 | 5 | 115 | 140 | −25 | 0    |

| 29 июля 11:15 (UTC+1) | Отчёт | Хорватия       | 31:21 (14:8) | Республика Корея | Коппер Бокс Зрителей: 4068 Судьи: Карлос Мария Марина, Дарио Лионель Миноре |
| 29 июля 11:15 (UTC+1) | Отчёт | Иван Чупич — 6 | Голы         | Чон Ик Ён — 5    | Коппер Бокс Зрителей: 4068 Судьи: Карлос Мария Марина, Дарио Лионель Миноре |

| 31 июля 11:15 (UTC+1) | Отчёт | Республика Корея       | 19:22 (9:7) | Венгрия        | Коппер Бокс Зрителей: 4262 Судьи: Георгий Начевский, Славе Николов |
| 31 июля 11:15 (UTC+1) | Отчёт | Чон Ик Ён, Чон Хан — 4 | Голы        | Мате Лекаи — 5 | Коппер Бокс Зрителей: 4262 Судьи: Георгий Начевский, Славе Николов |

| 2 августа 9:30 (UTC+1) | Отчёт | Испания              | 33:29 (16:14) | Республика Корея | Коппер Бокс Зрителей: 4209 Судьи: Нордин Лазар, Лоран Ревере |
| 2 августа 9:30 (UTC+1) | Отчёт | Кристиан Угальде — 6 | Голы          | Ли Чжа У — 8     | Коппер Бокс Зрителей: 4209 Судьи: Нордин Лазар, Лоран Ревере |

| 4 августа 11:15 (UTC+1) | Отчёт | Республика Корея | 22:28 (10:12) | Сербия                         | Коппер Бокс Зрителей: 4525 Судьи: Шарлот Бонавентура, Жюли Бонавентура |
| 4 августа 11:15 (UTC+1) | Отчёт | Чон Хан — 6      | Голы          | Иван Никшевич, Алем Тоскич — 5 | Коппер Бокс Зрителей: 4525 Судьи: Шарлот Бонавентура, Жюли Бонавентура |

| 6 августа 14:30 (UTC+1) | Отчёт | Дания                              | 26:24 (13:14) | Республика Корея        | Коппер Бокс Зрителей: 4546 Судьи: Мохамед Аль-Нуаими, Омар Омар |
| 6 августа 14:30 (UTC+1) | Отчёт | Андерс Эггерт, Михаэль Кнудсен — 6 | Голы          | Ём Хё Вон, Ли Чжа У — 6 | Коппер Бокс Зрителей: 4546 Судьи: Мохамед Аль-Нуаими, Омар Омар |

Итог: 11-е место
Женщины
На Игры квалифицировалась женская сборная Южной Кореи в составе 14 человек.

### Гимнастика
Спортсменов —

#### Спортивная гимнастика
Мужчины
| Соревнование          | Спортсмен | Вольные упражнения | Вольные упражнения | Опорный прыжок | Опорный прыжок | Брусья | Брусья | Перекладина | Перекладина | Кольца | Кольца | Конь | Конь  | Абсолютное первенство | Абсолютное первенство |
| Соревнование          | Спортсмен | Очки               | Место              | Очки           | Место          | Очки   | Место  | Очки        | Место       | Очки   | Место  | Очки | Место | Очки                  | Место                 |
| --------------------- | --------- | ------------------ | ------------------ | -------------- | -------------- | ------ | ------ | ----------- | ----------- | ------ | ------ | ---- | ----- | --------------------- | --------------------- |
| абсолютное первенство |           |                    |                    |                |                |        |        |             |             |        |        |      |       |                       |                       |
|                       |           |                    |                    |                |                |        |        |             |             |        |        |      |       |                       |                       |
|                       |           |                    |                    |                |                |        |        |             |             |        |        |      |       |                       |                       |
|                       |           |                    |                    |                |                |        |        |             |             |        |        |      |       |                       |                       |
|                       |           |                    |                    |                |                |        |        |             |             |        |        |      |       |                       |                       |
| командное первенство  |           |                    |                    |                |                |        |        |             |             |        |        |      |       |                       |                       |

Женщины
| Соревнование          | Спортсмен | Вольные упражнения | Вольные упражнения | Бревно | Бревно | Брусья | Брусья | Опорный прыжок | Опорный прыжок | Абсолютное первенство | Абсолютное первенство |
| Соревнование          | Спортсмен | Очки               | Место              | Очки   | Место  | Очки   | Место  | Очки           | Место          | Очки                  | Место                 |
| --------------------- | --------- | ------------------ | ------------------ | ------ | ------ | ------ | ------ | -------------- | -------------- | --------------------- | --------------------- |
| абсолютное первенство |           |                    |                    |        |        |        |        |                |                |                       |                       |

#### Художественная гимнастика
Женщины
| Соревнование              | Спортсменки | Квалификация | Квалификация | Финал | Финал |
| Соревнование              | Спортсменки | Очки         | Место        | Очки  | Место |
| ------------------------- | ----------- | ------------ | ------------ | ----- | ----- |
| индивидуальное многоборье |             |              |              |       |       |

### Дзюдо
Спортсменов — 14
Соревнования по дзюдо проводились по системе на выбывание. Утешительные встречи проводились между спортсменами, потерпевшими поражение в четвертьфинале турнира. Победители утешительных встреч встречались в схватке за 3-е место со спортсменами, проигравшими в полуфинале в противоположной половине турнирной сетки.
Мужчины
| Категория    | Спортсмены    | 1/32 финала        | 1/16 финала                              | 1/8 финала                                | Четвертьфинал                        | Полуфинал                             | Финал                | Место |
| Категория    | Спортсмены    | Соперник Результат | Соперник Результат                       | Соперник Результат                        | Соперник Результат                   | Соперник Результат                    | Соперник Результат   | Место |
| ------------ | ------------- | ------------------ | ---------------------------------------- | ----------------------------------------- | ------------------------------------ | ------------------------------------- | -------------------- | ----- |
| до 60 кг     | Чхве Гван Хён | Не участвовал      | Людовик Шаммартин (SUI) поб. 0010 — 0000 | Вальттери Йоккинен (FIN) поб. 0100 — 0000 | Арсен Галстян (RUS) пор. 0001 — 0001 | За 3-е место                          | За 3-е место         | 7     |
| до 60 кг     | Чхве Гван Хён | Не участвовал      | Людовик Шаммартин (SUI) поб. 0010 — 0000 | Вальттери Йоккинен (FIN) поб. 0100 — 0000 | Арсен Галстян (RUS) пор. 0001 — 0001 | Фелипе Китадай (BRA) пор. 0001 — 0011 | Завершил выступление | 7     |
| до 66 кг     |               | Не участвовал      |                                          |                                           |                                      |                                       |                      |       |
| до 73 кг     |               |                    |                                          |                                           |                                      |                                       |                      |       |
| до 81 кг     |               | Не участвовал      |                                          |                                           |                                      |                                       |                      |       |
| до 90 кг     |               |                    |                                          |                                           |                                      |                                       |                      |       |
| до 100 кг    |               |                    |                                          |                                           |                                      |                                       |                      |       |
| свыше 100 кг |               |                    |                                          |                                           |                                      |                                       |                      |       |

Женщины
| Категория   | Спортсмены | 1/16 финала        | 1/8 финала         | Четвертьфинал      | Полуфинал          | Финал              | Место |
| Категория   | Спортсмены | Соперник Результат | Соперник Результат | Соперник Результат | Соперник Результат | Соперник Результат | Место |
| ----------- | ---------- | ------------------ | ------------------ | ------------------ | ------------------ | ------------------ | ----- |
| до 48 кг    |            | Не участвовала     |                    |                    |                    |                    |       |
| до 52 кг    |            | Не участвовала     |                    |                    |                    |                    |       |
| до 57 кг    |            |                    |                    |                    |                    |                    |       |
| до 63 кг    |            | Не участвовала     |                    |                    |                    |                    |       |
| до 70 кг    |            |                    |                    |                    |                    |                    |       |
| до 78 кг    |            |                    |                    |                    |                    |                    |       |
| свыше 78 кг |            | Не участвовала     |                    |                    |                    |                    |       |

### Лёгкая атлетика
Спортсменов —
Мужчины
| Дисциплина      | Спортсмен | Предварительный раунд | Предварительный раунд | Четвертьфиналы | Четвертьфиналы | Полуфиналы | Полуфиналы | Финал     | Финал |
| Дисциплина      | Спортсмен | Результат             | Место                 | Результат      | Место          | Результат  | Место      | Результат | Место |
| --------------- | --------- | --------------------- | --------------------- | -------------- | -------------- | ---------- | ---------- | --------- | ----- |
| марафон         |           |                       |                       |                |                |            |            |           |       |
| ходьба на 20 км |           |                       |                       |                |                |            |            |           |       |
|                 |           |                       |                       |                |                |            |            |           |       |
| ходьба на 50 км |           |                       |                       |                |                |            |            |           |       |
|                 |           |                       |                       |                |                |            |            |           |       |
|                 |           |                       |                       |                |                |            |            |           |       |
| тройной прыжок  |           |                       |                       |                |                |            |            |           |       |
| метание копья   |           |                       |                       |                |                |            |            |           |       |

Женщины
| Дисциплина      | Спортсмен | Предварительный раунд | Предварительный раунд | Четвертьфиналы | Четвертьфиналы | Полуфиналы | Полуфиналы | Финал     | Финал |
| Дисциплина      | Спортсмен | Результат             | Место                 | Результат      | Место          | Результат  | Место      | Результат | Место |
| --------------- | --------- | --------------------- | --------------------- | -------------- | -------------- | ---------- | ---------- | --------- | ----- |
| 100 м с/б       |           |                       |                       |                |                |            |            |           |       |
| марафон         |           |                       |                       |                |                |            |            |           |       |
|                 |           |                       |                       |                |                |            |            |           |       |
|                 |           |                       |                       |                |                |            |            |           |       |
| ходьба на 20 км |           |                       |                       |                |                |            |            |           |       |
| прыжки с шестом |           |                       |                       |                |                |            |            |           |       |

### Настольный теннис
Спортсменов — 4
Соревнования по настольному теннису проходили по системе плей-офф. Каждый матч продолжался до тех пор, пока один из теннисистов не выигрывал 4 партии. Сильнейшие 16 спортсменов начинали соревнования с третьего раунда, следующие 16 по рейтингу стартовали со второго раунда.
Мужчины
| Соревнование     | Спортсмены    | Квалификация       | Первый раунд       | Второй раунд       | Третий раунд                 | 1/8 финала                   | Четвертьфинал        | Полуфинал            | Финал                | Место |
| Соревнование     | Спортсмены    | Соперник Результат | Соперник Результат | Соперник Результат | Соперник Результат           | Соперник Результат           | Соперник Результат   | Соперник Результат   | Соперник Результат   | Место |
| ---------------- | ------------- | ------------------ | ------------------ | ------------------ | ---------------------------- | ---------------------------- | -------------------- | -------------------- | -------------------- | ----- |
| Одиночный разряд | О Сан Ын (11) | Не участвовал      | Не участвовал      | Не участвовал      | М. Фрейташ (POR) (17) В 4:0  | С. Кисикава (JPN) (12) П 1:4 | Завершил выступление | Завершил выступление | Завершил выступление | 9     |
| Одиночный разряд | Чу Се Хёк (6) | Не участвовал      | Не участвовал      | Не участвовал      | Ким Хёк Бон (PRK) (32) П 2:4 | Завершил выступление         | Завершил выступление | Завершил выступление | Завершил выступление | 17    |

Женщины
Одиночный разряд
| Соревнование     | Спортсмены | Предварительный раунд | Первый раунд       | Второй раунд       | Третий раунд       | Четвёртый раунд    | Четвертьфинал      | Полуфинал          | Финал              |
| Соревнование     | Спортсмены | Соперник Результат    | Соперник Результат | Соперник Результат | Соперник Результат | Соперник Результат | Соперник Результат | Соперник Результат | Соперник Результат |
| ---------------- | ---------- | --------------------- | ------------------ | ------------------ | ------------------ | ------------------ | ------------------ | ------------------ | ------------------ |
| Одиночный разряд | Ким Кёнъа  |                       |                    |                    |                    |                    |                    |                    |                    |
| Одиночный разряд | Пак Миён   |                       |                    |                    |                    |                    |                    |                    |                    |

### Парусный спорт
Спортсменов — 4
Соревнования по парусному спорту в каждом из классов состояли из 10 гонок, за исключением класса 49er, где проводилось 15 заездов. В каждой гонке спортсмены стартовали одновременно. Победителем каждой из гонок становился экипаж, первым пересекший финишную черту. Количество очков, идущих в общий зачёт, соответствовало занятому командой месту. 10 лучших экипажей по результатам 10 гонок попадали в медальную гонку, результаты которой также шли в общий зачёт. В случае если участник соревнований не смог завершить гонку ему начислялось количество очков, равное количеству участников плюс один. При итоговом подсчёте очков не учитывался худший результат, показанный экипажем в одной из гонок. Сборная, набравшая наименьшее количество очков, становится олимпийским чемпионом.
Мужчины
| Класс | Спортсмены | Гонка | Гонка | Гонка | Гонка | Гонка | Гонка | Гонка | Гонка | Гонка | Гонка | Гонка         | Очки | Место |
| Класс | Спортсмены | 1     | 2     | 3     | 4     | 5     | 6     | 7     | 8     | 9     | 10    | M             | Очки | Место |
| ----- | ---------- | ----- | ----- | ----- | ----- | ----- | ----- | ----- | ----- | ----- | ----- | ------------- | ---- | ----- |
| RS:X  | Ли Тхэ Хун | 8     | 6     | 21    | 17    | 25    | 9     | 21    | 13    | 31    | 19    | Не участвовал | 139  | 15    |
| 470   |            |       |       |       |       |       |       |       |       |       |       |               |      |       |
| Лазер |            |       |       |       |       |       |       |       |       |       |       |               |      |       |

Использованы следующие сокращения:
- M — медальная гонка

### Современное пятиборье
Спортсменов — 3
Современное пятиборье включает в себя: стрельбу, плавание, фехтование, верховую езду и бег. Впервые в истории соревнования по современному пятиборью проводились в новом формате. Бег и стрельба были объединены в один вид — комбайн. В комбайне спортсмены стартовали с гандикапом, набранным за предыдущие три дисциплины (4 очка = 1 секунда). Олимпийским чемпионом становится спортсмен, который пересекает финишную линию первым.
Мужчины
| Соревнование              | Спортсмены    | Фехтование | Фехтование | Фехтование | Плавание | Плавание | Плавание | Верховая езда | Верховая езда | Верховая езда | Комбайн  | Комбайн | Комбайн | Всего     | Всего |
| Соревнование              | Спортсмены    | Побед      | Очки       | Место      | Время    | Очки     | Место    | Штраф         | Очки          | Место         | Время    | Очки    | Место   | Результат | Место |
| ------------------------- | ------------- | ---------- | ---------- | ---------- | -------- | -------- | -------- | ------------- | ------------- | ------------- | -------- | ------- | ------- | --------- | ----- |
| Индивидуальное первенство | Чжун Чжин Хва | 16         | 784        | 20         | 2:00,25  | 1360     | 4        | 40            | 1160          | 9             | 10:57,07 | 2372    | 19      | 5676      | 11    |
| Индивидуальное первенство | Гван У Чжин   | 14         | 736        | 29         | 2:01,14  | 1348     | 5        | 464           | 736           | 34            | 12:08,88 | 2088    | 35      | 4908      | 34    |

Женщины
| Соревнование | Спортсмены | Фехтование | Фехтование | Фехтование | Плавание  | Плавание | Плавание | Верховая езда | Верховая езда | Верховая езда | Комбайн   | Комбайн | Комбайн | Всего     | Всего |
| Соревнование | Спортсмены | Уколы      | Очки       | Место      | Результат | Очки     | Место    | Результат     | Очки          | Место         | Результат | Очки    | Место   | Результат | Место |
| ------------ | ---------- | ---------- | ---------- | ---------- | --------- | -------- | -------- | ------------- | ------------- | ------------- | --------- | ------- | ------- | --------- | ----- |
| Женщины      | Ян Суджин  |            |            |            |           |          |          |               |               |               |           |         |         |           |       |

### Стрельба
Спортсменов — 13
По итогам квалификации 6 или 8 лучших спортсменов (в зависимости от дисциплины), набравшие наибольшее количество очков, проходили в финал. Победителем соревнований становился стрелок, набравший наибольшую сумму очков по итогам квалификации и финала. В пулевой стрельбе в финале количество очков за попадание в каждой из попыток измерялось с точностью до десятой.
Мужчины
| Соревнование                          | Спортсмены   | Квалификация | Квалификация | Финал                | Всего                | Всего                |
| Соревнование                          | Спортсмены   | Результат    | Место        | Финал                | Результат            | Место                |
| ------------------------------------- | ------------ | ------------ | ------------ | -------------------- | -------------------- | -------------------- |
| Винтовка из трёх положений, 50 метров | Ким Джон Хён | 1171         | 5            | 101,5                | 1272,5               | 2                    |
| Винтовка из трёх положений, 50 метров | Хан Джин Соп | 1168         | 9            | Завершил выступление | Завершил выступление | Завершил выступление |
| Винтовка лёжа, 50 метров              |              |              |              |                      |                      |                      |
|                                       |              |              |              |                      |                      |                      |
| Пневматический пистолет, 10 метров    |              |              |              |                      |                      |                      |
| Скоростной пистолет, 25 метров        |              |              |              |                      |                      |                      |
| Пистолет, 50 метров                   |              |              |              |                      |                      |                      |
|                                       |              |              |              |                      |                      |                      |
| Скит                                  |              |              |              |                      |                      |                      |

Женщины
| Соревнование                       | Спортсмены | Квалификация | Квалификация | Финал | Всего     | Всего |
| Соревнование                       | Спортсмены | Результат    | Место        | Финал | Результат | Место |
| ---------------------------------- | ---------- | ------------ | ------------ | ----- | --------- | ----- |
| Винтовка с трёх позиций, 50 метров |            |              |              |       |           |       |
|                                    |            |              |              |       |           |       |
| Пневматический пистолет, 10 метров |            |              |              |       |           |       |
|                                    |            |              |              |       |           |       |
| Трап                               |            |              |              |       |           |       |

### Стрельба из лука
Спортсменов — 6
Мужчины
| Соревнование              | Спортсмены                        | Квалификация | Квалификация | 1/32 финала               | 1/16 финала        | 1/8 финала         | Четвертьфинал              | Полуфинал              | Финал                      | Место |
| Соревнование              | Спортсмены                        | Результат    | Место        | Соперник Результат        | Соперник Результат | Соперник Результат | Соперник Результат         | Соперник Результат     | Соперник Результат         | Место |
| ------------------------- | --------------------------------- | ------------ | ------------ | ------------------------- | ------------------ | ------------------ | -------------------------- | ---------------------- | -------------------------- | ----- |
| Индивидуальное первенство | Им Тон Хён                        | 699 (WR)     | 1            | Эмануэле Гуиди (SMR) (64) |                    |                    |                            |                        |                            |       |
| Индивидуальное первенство | Ким Боп Мин                       | 698          | 2            | Роберт Элдер (FIJ) (63)   |                    |                    |                            |                        |                            |       |
| Индивидуальное первенство | О Джин Хёк                        | 690          | 3            | Аксель Мюллер (SUI) (62)  |                    |                    |                            |                        |                            |       |
| Командное первенство      | Им Тон Хён Ким Боп Мин О Джин Хёк | 2087 (WR)    | 1            |                           |                    |                    | Украина (9) · поб. 227:220 | США (4) · пор. 219:224 | Мексика (7) · поб. 224:219 |       |

Женщины
| Соревнование              | Спортсмены                      | Квалификация | Квалификация | 1/32 финала                    | 1/16 финала        | 1/8 финала         | Четвертьфинал      | Полуфинал          | Финал              |
| Соревнование              | Спортсмены                      | Результат    | Место        | Соперник Результат             | Соперник Результат | Соперник Результат | Соперник Результат | Соперник Результат | Соперник Результат |
| ------------------------- | ------------------------------- | ------------ | ------------ | ------------------------------ | ------------------ | ------------------ | ------------------ | ------------------ | ------------------ |
| Индивидуальное первенство | Ки Бобэ                         | 671          | 1            | Ранд Аль-Машхадани (IRQ) (64)  |                    |                    |                    |                    |                    |
| Индивидуальное первенство | Ли Сонджин                      | 671          | 2            | Морин Туималилифано (SAM) (63) |                    |                    |                    |                    |                    |
| Индивидуальное первенство | Чхве Хёнджу                     | 651          | 21           | Джессика Томази (ITA) (34)     |                    |                    |                    |                    |                    |
| Командное первенство      | Чхве Хёнджу Ки Бо Бэ Ли Сонджин | 1993         | 1            |                                |                    |                    |                    |                    |                    |

### Тхэквондо
Спортсменов — 4
Мужчины
| Соревнование | Спортсмен   | 1/8 финала                    | Четвертьфинал                  | Полуфинал                        | Финал                          | Место |
| Соревнование | Спортсмен   | Соперник Результат            | Соперник Результат             | Соперник Результат               | Соперник Результат             | Место |
| ------------ | ----------- | ----------------------------- | ------------------------------ | -------------------------------- | ------------------------------ | ----- |
| до 58 кг     | Ли Дэ Хун   | Пен-Ек Каракет (THA) поб. 8:7 | Тамер Байюми (EGY) поб. 11:10  | Алексей Денисенко (RUS) поб. 7:6 | Хоэль Гонсалес (ESP) пор. 8:17 | 2     |
| свыше 80 кг  | Чха Дон Мин | Иван Трайкович (SLO) поб. 9:4 | Бахри Танрыкулу (TUR) пор. 1:4 | Завершил выступление             | Завершил выступление           | 9     |

Женщины
| Соревнование | Спортсмен    | Турнир       | 1/8 финала                        | Четвертьфинал                      | Полуфинал                       | Финал                                | Место |
| Соревнование | Спортсмен    | Турнир       | Соперник Результат                | Соперник Результат                 | Соперник Результат              | Соперник Результат                   | Место |
| ------------ | ------------ | ------------ | --------------------------------- | ---------------------------------- | ------------------------------- | ------------------------------------ | ----- |
| до 67 кг     | Хван Гён Сон | За 1-е место | Рут Гбагби (CIV) поб. 4:1         | Хелена Фромм (GER) поб. 8:4        | Франка Анич (SLO) поб. 7:0      | Нур Татар (TUR) поб. 12:5            | 1     |
| до 67 кг     | Хван Гён Сон | За 3-е место |                                   |                                    |                                 |                                      |       |
| свыше 67 кг  | Ли Ин Чонг   | За 1-е место | Наталия Фалавинья (BRA) поб. 13:9 | Анна-Каролина Графф (FRA) пор. 4:7 | Не прошла                       | Не прошла                            | 5     |
| свыше 67 кг  | Ли Ин Чонг   | За 3-е место |                                   |                                    | Наталья Маматова (UZB) поб. 8:1 | Анастасия Барышникова (RUS) пор. 4:7 | 5     |

### Тяжёлая атлетика
Спортсменов — 10
Мужчины
| Категория    | Спортсмен    | Вес    | Рывок | Рывок | Рывок | Толчок | Толчок | Толчок | Всего | Место |
| Категория    | Спортсмен    | Вес    | 1     | 2     | 3     | 1      | 2      | 3      | Всего | Место |
| ------------ | ------------ | ------ | ----- | ----- | ----- | ------ | ------ | ------ | ----- | ----- |
| до 62 кг     | Чи Хун Мин   | 61.57  | 135   | 140   | 142   | 160    | 165    | 165    | —     | —     |
| до 69 кг     | Вон Джон Сик | 68.73  | 144   | 147   | 147   | 178    | 186    | 187    | 322   | 7     |
| до 77 кг     | Са Джэ Хёк   | 76.56  | 158   | 162   | —     | —      | —      | —      | —     | —     |
| до 94 кг     | Ким Мин Джэ  | 93.68  | 178   | 182   | 185   | 210    | 220    | 221    | 395   | 8     |
| до 105 кг    | Ким Хва Сын  | 104.55 | 178   | 178   | 178   | —      | —      | —      | —     | —     |
| свыше 105 кг | Чон Сан Гюн  | 157.53 | 190   | 200   | 200   | 246    | 246    | 259    | 436   | 4     |

Женщины
| Категория   | Спортсмен  | Вес    | Рывок | Рывок | Рывок | Толчок | Толчок | Толчок | Всего | Место |
| Категория   | Спортсмен  | Вес    | 1     | 2     | 3     | 1      | 2      | 3      | Всего | Место |
| ----------- | ---------- | ------ | ----- | ----- | ----- | ------ | ------ | ------ | ----- | ----- |
| до 58 кг    | Ян Ын Хе   | 57.93  | 83    | 87    | 87    | 108    | 113    | 116    | 200   | 14    |
| до 69 кг    | Мун Ю Ра   | 68.56  | 102   | 102   | 102   | —      | —      | —      | —     | —     |
| до 75 кг    | Лим Джи Хе | 74.81  | 97    | 102   | 103   | 125    | 126    | 132    | 223   | 10    |
| свыше 75 кг | Чан Ми Ран | 118.07 | 120   | 125   | 158   | 164    | 170    | 132    | 289   | 4     |

### Фехтование
Спортсменов — 14
В индивидуальных соревнованиях спортсмены сражаются три раунда по три минуты, либо до того момента, как один из спортсменов нанесёт 15 уколов. В командных соревнованиях поединок идёт 9 раундов по 3 минуты каждый, либо до 45 уколов. Если по окончании времени в поединке зафиксирован ничейный результат, то назначается дополнительная минута до «золотого» укола.
Мужчины
| Соревнование          | Спортсмены    | 1/32 финала                   | 1/16 финала                   | 1/8 финала                       | Четвертьфиналы               | Полуфиналы                        | Финал матч за 3-е место | Место |
| Соревнование          | Спортсмены    | Соперник Результат            | Соперник Результат            | Соперник Результат               | Соперник Результат           | Соперник Результат                | Соперник Результат      | Место |
| --------------------- | ------------- | ----------------------------- | ----------------------------- | -------------------------------- | ---------------------------- | --------------------------------- | ----------------------- | ----- |
| Индивидуальная шпага  | Чон Джин Сон  |                               | Павел Сухов (RUS) поб. 15:11  | Эльмир Алимжанов (KAZ) поб. 15:8 | Йорг Фидлер (GER) поб. 15:11 | Бартош Пьясецкий (NOR) пор. 13:15 | За 3-е место            | 3     |
| Индивидуальная шпага  | Чон Джин Сон  | Уэстон Келси (USA) поб. 12:11 | Павел Сухов (RUS) поб. 15:11  | Эльмир Алимжанов (KAZ) поб. 15:8 | Йорг Фидлер (GER) поб. 15:11 | Бартош Пьясецкий (NOR) пор. 13:15 |                         | 3     |
| Индивидуальная шпага  | Пак Кён Ду    |                               | Руслан Кудаев (UZB) пор. 9:15 | Завершил выступление             | Завершил выступление         | Завершил выступление              | Завершил выступление    | 17    |
| Индивидуальная рапира | Чхве Бёнчхоль |                               |                               |                                  |                              |                                   |                         |       |
| Индивидуальная сабля  |               |                               |                               |                                  |                              |                                   |                         |       |
|                       |               |                               |                               |                                  |                              |                                   |                         |       |
|                       |               |                               |                               |                                  |                              |                                   |                         |       |
| Командная сабля       |               |                               |                               |                                  |                              |                                   |                         |       |

Женщины
| Соревнование          | Спортсмены | 1/32 финала        | 1/16 финала        | 1/8 финала         | Четвертьфиналы     | Полуфиналы         | Матч за 3-е место  | Финал              | Место |
| Соревнование          | Спортсмены | Соперник Результат | Соперник Результат | Соперник Результат | Соперник Результат | Соперник Результат | Соперник Результат | Соперник Результат | Место |
| --------------------- | ---------- | ------------------ | ------------------ | ------------------ | ------------------ | ------------------ | ------------------ | ------------------ | ----- |
| Индивидуальная шпага  |            |                    |                    |                    |                    |                    |                    |                    |       |
|                       |            |                    |                    |                    |                    |                    |                    |                    |       |
|                       |            |                    |                    |                    |                    |                    |                    |                    |       |
| Командная шпага       |            |                    |                    |                    |                    |                    |                    |                    |       |
| Индивидуальная рапира |            |                    |                    |                    |                    |                    |                    |                    |       |
|                       |            |                    |                    |                    |                    |                    |                    |                    |       |
|                       |            |                    |                    |                    |                    |                    |                    |                    |       |
| Командная рапира      |            |                    |                    |                    |                    |                    |                    |                    |       |
| Индивидуальная сабля  | Ким Джиён  |                    |                    |                    |                    |                    |                    |                    |       |
| Индивидуальная сабля  | Ли Наджин  |                    |                    |                    |                    |                    |                    |                    |       |

### Футбол
Спортсменов — 18

#### Мужчины
Состав команды
| №                     | Имя          | Клуб                   | Дата рождения    | Возраст | Игр     | Голов   |
| Вратари               | Вратари      | Вратари                | Вратари          | Вратари | Вратари | Вратари |
| --------------------- | ------------ | ---------------------- | ---------------- | ------- | ------- | ------- |
| 1                     | Чон Сон Рён* | Сувон Самсунг Блюуингз | 4 января 1985    | 27      | 5       | -2      |
| 18                    | Ли Бом Ён    | Пусан Ай Парк          | 2 апреля 1989    | 23      | 2       | -3      |
| Защитники             |              |                        |                  |         |         |         |
| 2                     | О Джэ Сок    | Канвон                 | 4 января 1990    | 22      | 3       | 0       |
| 3                     | Юн Сок Ён    | Чоннам Дрэгонз         | 13 февраля 1990  | 22      | 6       | 0       |
| 4                     | Ким Ён Гвон  | Гуанчжоу Эвергранд     | 27 февраля 1990  | 22      | 6       | 0       |
| 5                     | Ким Ги Хи    | Тэгу                   | 13 июля 1989     | 23      | 1       | 0       |
| 12                    | Хван Сок Хо  | Санфречче Хиросима     | 27 июня 1989     | 23      | 6       | 0       |
| 14                    | Ким Чхан Су* | Пусан Ай Парк          | 12 сентября 1985 | 27      | 4       | 0       |
| Полузащитники         |              |                        |                  |         |         |         |
| 6                     | Ки Сон Ён    | Селтик                 | 24 апреля 1989   | 23      | 6       | 0       |
| 7                     | Ким Бо Гён   | Кардифф Сити           | 6 октября 1989   | 22      | 5       | 1       |
| 8                     | Пэк Сон Дон  | Джубило Ивата          | 13 августа 1991  | 20      | 5       | 0       |
| 9                     | Чи Дон Вон   | Сандерленд             | 28 мая 1991      | 21      | 6       | 1       |
| 11                    | Нам Тхэ Хи   | Лехвия                 | 3 июля 1991      | 21      | 6       | 0       |
| 13                    | Ку Джа Чхоль | Аугсбург               | 27 февраля 1989  | 23      | 6       | 1       |
| 15                    | Пак Чон У    | Пусан Ай Парк          | 10 марта 1989    | 23      | 5       | 0       |
| 16                    | Чон У Ён     | Киото Санга            | 14 декабря 1989  | 22      | 1       | 0       |
| Нападающие            |              |                        |                  |         |         |         |
| 10                    | Пак Чу Ён*   | Арсенал                | 10 июля 1985     | 27      | 6       | 2       |
| 17                    | Ким Хён Сон  | Сеул                   | 27 сентября 1989 | 22      | 3       | 0       |
| Главный тренер        |              |                        |                  |         |         |         |
| Флаг Республики Корея | Хон Мён Бо   | Хон Мён Бо             | 12 февраля 1969  | 43      |         |         |

Результаты
Группа B
|   | Команда          | И | В | Н | П | ГЗ | ГП | +/- | Очки |
| - | ---------------- | - | - | - | - | -- | -- | --- | ---- |
| 1 | Мексика          | 3 | 2 | 1 | 0 | 3  | 0  | +3  | 7    |
| 2 | Республика Корея | 3 | 1 | 2 | 0 | 2  | 1  | +1  | 5    |
| 3 | Габон            | 3 | 0 | 2 | 1 | 1  | 3  | -2  | 2    |
| 4 | Швейцария        | 3 | 0 | 1 | 2 | 2  | 4  | -2  | 1    |

| 26 июля 2012 14:30 UTC+1 | \| Мексика \| 0:0 Отчет \| Республика Корея \| | Стадион: Сент-Джеймс Парк, Ньюкасл Зрителей: 15 748 Судья: Селим Жедиди |
| Мексика                  | 0:0 Отчет                                      | Республика Корея                                                        |

| 29 июля 2012 17:15 UTC+1       | \| Республика Корея \| 2:1 (0:0) Отчёт \| Швейцария \| \| Пак Чу Ён 57′ · Ким Бо Гён 64′ \| Голы \| Эмегара 60′ \| | Стадион: Стадион города Ковентри, Ковентри Зрителей: 30 114 Судья: Рауль Ороско |
| Республика Корея               | 2:1 (0:0) Отчёт | Швейцария                                                                       |
| Пак Чу Ён 57′ · Ким Бо Гён 64′ | Голы | Эмегара 60′                                                                     |

| 1 августа 2012 19:00 UTC+1 | \| Республика Корея \| 0:0 (0:0) Отчёт \| Габон \| | Стадион: Уэмбли, Лондон Зрителей: 76 927 Судья: Павел Краловец |
| Республика Корея           | 0:0 (0:0) Отчёт                                    | Габон                                                          |

1/4 финала
| 4 августа 2012 19:30 UTC+1 | \| Великобритания \| 1:1 (п. 4:5) Отчёт \| Республика Корея \| \| Рэмзи 36′ (пен.) \| Голы \| Чи Дон Вон 29′ \| | Стадион: Миллениум, Кардифф Зрителей: 70 171 Судья: Вильмар Рольдан |
| Великобритания             | 1:1 (п. 4:5) Отчёт                                                                                              | Республика Корея                                                    |
| Рэмзи 36′ (пен.)           | Голы | Чи Дон Вон 29′                                                      |

1/2 финала
| 7 августа 2012 19:45 UTC+1           | \| Бразилия \| 3:0 (1:0) Отчёт \| Республика Корея \| \| Ромуло 34′ · Леандро Дамиан 57′, 64′ \| Голы \| \| | Стадион: Олд Траффорд, Манчестер Зрителей: 69 389 Судья: Павел Краловец |
| Бразилия                             | 3:0 (1:0) Отчёт                                                                                             | Республика Корея                                                        |
| Ромуло 34′ · Леандро Дамиан 57′, 64′ | Голы |                                                                         |

Матч за 3-е место
| 10 августа 2012 19:45 UTC+1      | \| Республика Корея \| 2:0 (1:0) Отчёт \| Япония \| \| Пак Чу Ён 38′ · Ку Джа Чхоль 57′ \| Голы \| \| | Стадион: Миллениум, Кардифф Зрителей: 56 393 Судья: Равшан Ирматов |
| Республика Корея                 | 2:0 (1:0) Отчёт                                                                                       | Япония                                                             |
| Пак Чу Ён 38′ · Ку Джа Чхоль 57′ | Голы                                                                                                  |                                                                    |

### Хоккей на траве
Мужчины
Состав команды
Результаты
Группа B
| Место | Команда          | И | В | Н | П | ГЗ | ГП | +/- | Очки |
| ----- | ---------------- | - | - | - | - | -- | -- | --- | ---- |
| 1     | Нидерланды       | 5 | 5 | 0 | 0 | 18 | 7  | +11 | 15   |
| 2     | Германия         | 5 | 3 | 1 | 1 | 14 | 11 | +3  | 10   |
| 3     | Бельгия          | 5 | 2 | 1 | 2 | 8  | 7  | +1  | 7    |
| 4     | Республика Корея | 5 | 2 | 0 | 3 | 9  | 8  | +1  | 6    |
| 5     | Новая Зеландия   | 5 | 1 | 2 | 2 | 10 | 14 | −4  | 5    |
| 6     | Индия            | 5 | 0 | 0 | 5 | 6  | 18 | −12 | 0    |

| 30 июля 2012 08:30 (UTC+1) | \| Республика Корея \| 2:0 (2:0) Отчёт \| Новая Зеландия \| \| Ю Хё Сик 20', 34' \| Голы \| \| | Лондон Ривербанк Арена Судья: Хэмиш Джеймсон Херман Монтес де Оса |
| Республика Корея           | 2:0 (2:0) Отчёт                                                                                | Новая Зеландия                                                    |
| Ю Хё Сик 20', 34'          | Голы                                                                                           |                                                                   |

| 1 августа 2012 21:15 (UTC+1) | \| Республика Корея \| 0:1 (0:1) Отчёт \| Германия \| \| \| Голы \| Кристофер Целлер 33' \| | Лондон Ривербанк Арена Судья: Дэвид Джентлс Натан Стагно |
| Республика Корея             | 0:1 (0:1) Отчёт                                                                             | Германия                                                 |
|                              | Голы                                                                                        | Кристофер Целлер 33'                                     |

| 3 августа 2012 21:15 (UTC+1)    | \| Бельгия \| 2:1 (0:0) Отчёт \| Республика Корея \| \| Том Бон 37' · Седрик Шарлье 61' \| Голы \| Нам Хён У 46' \| | Лондон Ривербанк Арена Судья: Дэвид Джентлс Найджел Игго |
| Бельгия                         | 2:1 (0:0) Отчёт | Республика Корея                                         |
| Том Бон 37' · Седрик Шарлье 61' | Голы | Нам Хён У 46'                                            |

| 5 августа 2012 13:15 (UTC+1) | \| Индия \| 1:4 (1:1) Отчёт \| Республика Корея \| \| Гурвендер Чханди 10' \| Голы \| Чан Чжон Хён 6' · Нам Хён У 59', 70' · Со Чжон Хо 68' \| | Лондон Ривербанк Арена Судья: Саймон Тейлор Гэри Симмондс |
| Индия                        | 1:4 (1:1) Отчёт | Республика Корея                                          |
| Гурвендер Чханди 10'         | Голы | Чан Чжон Хён 6' · Нам Хён У 59', 70' · Со Чжон Хо 68'     |

| 7 августа 2012 08:30 (UTC+1)  | \| Республика Корея \| 2:4 (0:2) Отчёт \| Нидерланды \| \| Нам Хён У 53' · Ли Нам Ён 62' \| Голы \| Минк ван дер Верден 17' · Валентин Верга 21' · Родерик Вёстхоф 47' · Билли Баккер 64' \| | Лондон Ривербанк Арена Судья: Марцин Грохал Джед Кьюран                               |
| Республика Корея              | 2:4 (0:2) Отчёт | Нидерланды                                                                            |
| Нам Хён У 53' · Ли Нам Ён 62' | Голы | Минк ван дер Верден 17' · Валентин Верга 21' · Родерик Вёстхоф 47' · Билли Баккер 64' |

Матч за 7-е место
| 9 августа 2012 11:30 (UTC+1)                                   | \| Пакистан \| 3:2 (1:2) Отчёт \| Республика Корея \| \| Мухаммад Вакас 31' · Абдул Хасим Кхан 44' · Мухаммад Имран 61' \| Голы \| Хён Хе Сон 30', 33' \| | Лондон Ривербанк Арена Судья: Марсело Серветто Саймон Тейлор |
| Пакистан                                                       | 3:2 (1:2) Отчёт | Республика Корея                                             |
| Мухаммад Вакас 31' · Абдул Хасим Кхан 44' · Мухаммад Имран 61' | Голы | Хён Хе Сон 30', 33'                                          |

Женщины
Состав
| Номер | Имя          | Позиция | Дата рождения | Рост, см | Вес, кг | Клуб                 | Игры | Голы |
| ----- | ------------ | ------- | ------------- | -------- | ------- | -------------------- | ---- | ---- |
| 1     | Мун Ён Хи    | Вратарь | 19.06.1983    | 170      | 62      | KT Busan             | 2    | -7   |
| 4     | Ким Ён Рам   |         | 01.08.1985    | 167      | 63      | KT Busan             | 6    | 0    |
| 5     | Чха Се На    |         | 15.05.1986    | 162      | 58      | Pyeongtaek City Hall | 6    | 0    |
| 6     | Пак Сон Ми   |         | 02.08.1982    | 164      | 59      |                      | 6    | 0    |
| 7     | Ли Сон Ок    |         | 02.02.1981    | 164      | 59      | Kyungju Cityhall     | 6    | 1    |
| 8     | Пак Ми Хюн   |         | 26.01.1986    | 160      | 63      | KT Busan             | 6    | 1    |
| 9     | Хан Хе Рён   |         | 15.01.1986    | 163      | 56      | KT Busan             | 6    | 1    |
| 10    | Ким Джон Хи  |         | 28.03.1986    | 165      | 57      |                      | 6    | 0    |
| 11    | Ким Джон Ын  |         | 18.02.1986    | 167      | 58      | Asan Cityhall        | 6    | 2    |
| 12    | Ким Да Рэ    |         | 03.02.1987    | 161      | 55      | Inje University      | 6    | 1    |
| 13    | Чхон Сеул Ки |         | 28.01.1989    | 166      | 72      |                      | 6    | 4    |
| 14    | Чон Ю Ми     |         | 11.11.1988    | 168      | 65      |                      | 6    | 0    |
| 17    | Ким Ок Джу   |         | 20.02.1988    | 164      | 57      |                      | 6    | 0    |
| 21    | Пак Ки Джу   |         | 14.02.1990    | 167      | 69      |                      | 6    | 0    |
| 22    | Чан Су Джи   | Вратарь | 21.11.1987    | 164      | 57      |                      | 4    | -10  |
| 23    | Чхон Ын Би   |         | 07.02.1992    | 165      | 59      |                      | 6    | 0    |

| Имя         | Гражданство | Дата рождения |
| ----------- | ----------- | ------------- |
| Рим Хён Син | Южная Корея |               |

Результаты
Группа A
| Место | Команда          | И | В | Н | П | ГЗ | ГП | +/- | Очки |
| ----- | ---------------- | - | - | - | - | -- | -- | --- | ---- |
| 1     | Нидерланды       | 5 | 5 | 0 | 0 | 12 | 5  | +7  | 15   |
| 2     | Великобритания   | 5 | 3 | 0 | 2 | 14 | 7  | +7  | 9    |
| 3     | Китай            | 5 | 2 | 1 | 2 | 6  | 3  | +3  | 7    |
| 4     | Республика Корея | 5 | 2 | 0 | 3 | 9  | 13 | −4  | 6    |
| 5     | Япония           | 5 | 1 | 1 | 3 | 4  | 9  | −5  | 4    |
| 6     | Бельгия          | 5 | 0 | 2 | 3 | 2  | 10 | −8  | 2    |

| 29 июля 2012 13:45                             | \| Китай \| 4:0 Протокол \| Республика Корея \| \| Ма Ибо 26', 67' · Чжао Юдяо 51' · Ли Хонся 54' \| Голы \| \| | Судьи: Фрэнсис Блок Джули Эштон-Люси |
| Китай                                          | 4:0 Протокол | Республика Корея                     |
| Ма Ибо 26', 67' · Чжао Юдяо 51' · Ли Хонся 54' | Голы |                                      |

| 31 июля 2012 16:00                                          | \| Великобритания \| 5:3 Протокол \| Республика Корея \| \| Уайт 6' · Каллен 25' · Дансон 38' · Твигг 61' · Роджерс 62' \| Голы \| Ким Да Рэ 18' · Хан Хе Лён 52' · Пак Ми Юн 57' \| | Судьи: Стелла Бартлема Лиза Роуч               |
| Великобритания                                              | 5:3 Протокол | Республика Корея                               |
| Уайт 6' · Каллен 25' · Дансон 38' · Твигг 61' · Роджерс 62' | Голы | Ким Да Рэ 18' · Хан Хе Лён 52' · Пак Ми Юн 57' |

| 2 августа 2012 8:30 | \| Республика Корея \| 1:0 Протокол \| Япония \| \| Чхон Соль Ги 42' \| Голы \| \| | Судьи: Мяо Линь Фрэнсис Блок |
| Республика Корея    | 1:0 Протокол                                                                       | Япония                       |
| Чхон Соль Ги 42'    | Голы                                                                               |                              |

| 4 августа 2012 10:45                            | \| Нидерланды \| 3:2 Протокол \| Республика Корея \| \| Велтен 10' · Хуг 14' · Дикс ван ден Хойвель 36' \| Голы \| Чхон Соль Ги 5', 65' \| | Судьи: Ирен Пресенки Клар Адено |
| Нидерланды                                      | 3:2 Протокол | Республика Корея                |
| Велтен 10' · Хуг 14' · Дикс ван ден Хойвель 36' | Голы | Чхон Соль Ги 5', 65'            |

| 6 августа 2012 16:00                | \| Республика Корея \| 3:1 Протокол \| Бельгия \| \| Ким Джун Ын 8', 70' · Ли Сон Ок 24' \| Голы \| Коппей 37' \| | Судьи: Джули Эштон-Люси Мяо Линь |
| Республика Корея                    | 3:1 Протокол | Бельгия                          |
| Ким Джун Ын 8', 70' · Ли Сон Ок 24' | Голы | Коппей 37'                       |

Матч за 7-е место
| 8 августа 2012 11:30 | \| Республика Корея \| 1:4 Протокол \| Германия \| \| Чхон Соль Ги 8' \| Голы \| Хан 6', 16' · Ринне 55' · Маверс 70' \| | Судьи: Каролина де ла Фуэнте Клар Адено |
| Республика Корея     | 1:4 Протокол | Германия                                |
| Чхон Соль Ги 8'      | Голы | Хан 6', 16' · Ринне 55' · Маверс 70'    |

Итог: по результатам соревнований женская сборная Южной Кореи заняла 8-е место.